# ISO 3166-2:JP
ISO 3166-2:JP – kody ISO 3166-2 dla podjednostek administracyjnych Japonii.
Kody ISO 3166-2 to część standardu ISO 3166 publikowanego przez Międzynarodową Organizację Normalizacyjną. Kody te są przypisywane głównym jednostkom podziału administracyjnego, takim jak np. województwa czy stany, każdego kraju posiadającego kod w standardzie ISO 3166-1.
Aktualnie (2020) dla Japonii zdefiniowano kody dla 46 prefektur i 1 prefektury metropolitalnej.
Pierwsza część oznaczenia to kod Japonii zgodnie z ISO 3166-1, natomiast druga część oznaczenia znajdująca się po myślniku to dwucyfrowy kod jednostki administracyjnej.

## Kody ISO

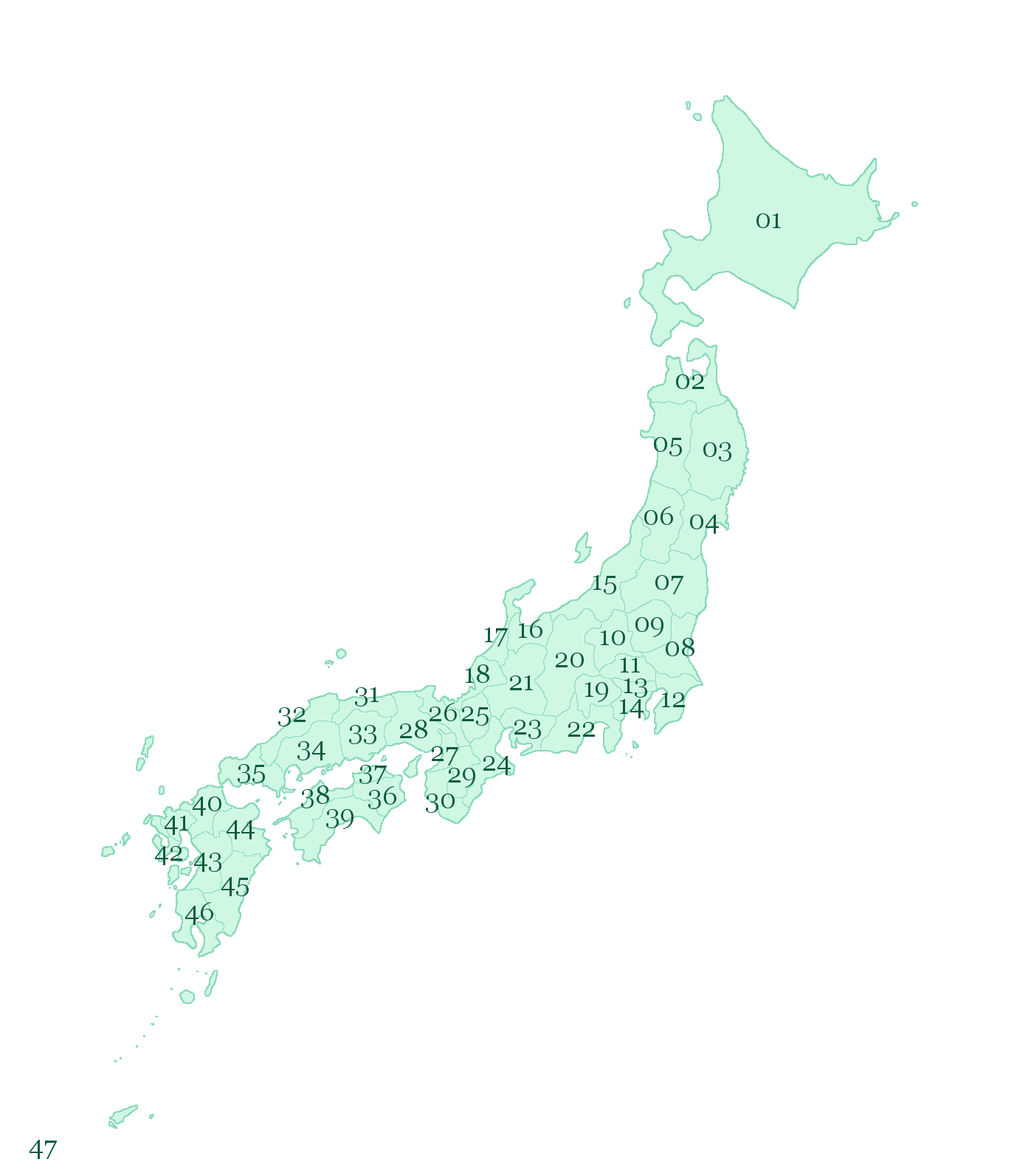
Mapa Japonii z rozmieszczeniem aktualnie obowiązujących kodów ISO

| Kod ISO | Nazwa jednostki administracyjnej | Nazwa jednostki administracyjnej w języku japońskim | Rodzaj jednostki administracyjnej |
| ------- | -------------------------------- | --------------------------------------------------- | --------------------------------- |
| JP-01   | Hokkaido                         | 北海道                                              | prefektura                        |
| JP-02   | Aomori                           | 青森                                                | prefektura                        |
| JP-03   | Iwate                            | 岩手                                                | prefektura                        |
| JP-04   | Miyagi                           | 宮城                                                | prefektura                        |
| JP-05   | Akita                            | 秋田                                                | prefektura                        |
| JP-06   | Yamagata                         | 山形                                                | prefektura                        |
| JP-07   | Fukushima                        | 福島                                                | prefektura                        |
| JP-08   | Ibaraki                          | 茨城                                                | prefektura                        |
| JP-09   | Tochigi                          | 栃木                                                | prefektura                        |
| JP-10   | Gunma                            | 群馬                                                | prefektura                        |
| JP-11   | Saitama                          | 埼玉                                                | prefektura                        |
| JP-12   | Chiba                            | 千葉                                                | prefektura                        |
| JP-13   | Tokio                            | 東京                                                | prefektura metropolitalna         |
| JP-14   | Kanagawa                         | 神奈川                                              | prefektura                        |
| JP-15   | Niigata                          | 新潟                                                | prefektura                        |
| JP-16   | Toyama                           | 富山                                                | prefektura                        |
| JP-17   | Ishikawa                         | 石川                                                | prefektura                        |
| JP-18   | Fukui                            | 福井                                                | prefektura                        |
| JP-19   | Yamanashi                        | 山梨                                                | prefektura                        |
| JP-20   | Nagano                           | 長野                                                | prefektura                        |
| JP-21   | Gifu                             | 岐阜                                                | prefektura                        |
| JP-22   | Shizuoka                         | 静岡                                                | prefektura                        |
| JP-23   | Aichi                            | 愛知                                                | prefektura                        |
| JP-24   | Mie                              | 三重                                                | prefektura                        |
| JP-25   | Shiga                            | 滋賀                                                | prefektura                        |
| JP-26   | Kioto                            | 京都                                                | prefektura                        |
| JP-27   | Osaka                            | 大阪                                                | prefektura                        |
| JP-28   | Hyōgo                            | 兵庫                                                | prefektura                        |
| JP-29   | Nara                             | 奈良                                                | prefektura                        |
| JP-30   | Wakayama                         | 和歌山                                              | prefektura                        |
| JP-31   | Tottori                          | 鳥取                                                | prefektura                        |
| JP-32   | Shimane                          | 島根                                                | prefektura                        |
| JP-33   | Okayama                          | 岡山                                                | prefektura                        |
| JP-34   | Hiroszima                        | 広島                                                | prefektura                        |
| JP-35   | Yamaguchi                        | 山口                                                | prefektura                        |
| JP-36   | Tokushima                        | 徳島                                                | prefektura                        |
| JP-37   | Kagawa                           | 香川                                                | prefektura                        |
| JP-38   | Ehime                            | 愛媛                                                | prefektura                        |
| JP-39   | Kōchi                            | 高知                                                | prefektura                        |
| JP-40   | Fukuoka                          | 福岡                                                | prefektura                        |
| JP-41   | Saga                             | 佐賀                                                | prefektura                        |
| JP-42   | Nagasaki                         | 長崎                                                | prefektura                        |
| JP-43   | Kumamoto                         | 熊本                                                | prefektura                        |
| JP-44   | Ōita                             | 大分                                                | prefektura                        |
| JP-45   | Miyazaki                         | 宮崎                                                | prefektura                        |
| JP-46   | Kagoshima                        | 鹿児島                                              | prefektura                        |
| JP-47   | Okinawa                          | 沖縄                                                | prefektura                        |